# Revelations (Killing Joke)
Revelations è il terzo album in studio del gruppo musicale post-punk inglese Killing Joke, pubblicato nel 1982.

## Tracce
Side 1
1. The Hum – 4:58
2. Empire Song – 3:19
3. We Have Joy – 2:56
4. Chop-Chop – 4:19
5. The Pandys Are Coming – 4:27

Side 2
1. Chapter III – 3:13
2. Have a Nice Day – 3:13
3. Land of Milk and Honey – 2:38
4. Good Samaritan – 3:28
5. Dregs – 4:57

## Formazione
- Jaz Coleman - voce, sintetizzatore
- Kevin "Geordie" Walker - chitarra
- Martin "Youth" Glover - basso
- Paul Ferguson - batteria, cori

## Classifiche
| Classifica (1982) | Posizione raggiunta |
| ----------------- | ------------------- |
| Regno Unito       | 12                  |